# Grand Prix du Disque
Der Grand Prix du Disque ist der bedeutendste französische Musikpreis für herausragende Musikeinspielungen. Die Auszeichnung wurde von der Akademie Charles Cros im Jahr 1948 ins Leben gerufen.

## Beschreibung
Die Auszeichnung ist vergleichbar mit dem Deutschen Schallplattenpreis (ab 1992 Echo), dem niederländischen Edison, dem Brit Award in Großbritannien oder dem Grammy in den USA.
Die Preise werden in unterschiedlichen Sparten verliehen, die ein breites musikalisches Feld abdecken. So gibt es Preise in den 16 Kategorien Alte Musik, Barockmusik, Kammermusik, Instrumentalsolisten, Vokalsolisten, Oper, moderne Musik, Weltmusik, Ersteinspielungen, Instrumental- und symphonische Musik, lyrische Musik, französische Chansons, Chormusik, Blues, Jazz und Musik für Kinder. Die Sparten variieren jedes Jahr und die Auszeichnungen werden oft für jede einzelne Kategorie verliehen. Eingereicht werden dürfen nur Einspielungen, die in Frankreich aufgenommen, produziert oder vertrieben werden.
Die Akademie Charles Cros setzt sich aus etwa 50 Musikkritikern, Komponisten, Produzenten, Journalisten, Akademikern und Festivalleitern zusammen, die um weitere externe Sachverständige ergänzt werden und über die Preisvergabe befinden.

## Deutsche Preisträger
- 1954: Wilhelm Kempff
- 1954: Franz Kelch
- 1954: Hermann Weigert
- 1956: Karl Ristenpart (insgesamt fünfmal)[3]
- 1956: Helmut Zacharias
- 1957: Fritz Lehmann
- 1957/58: Deutsches Symphonie-Orchester Berlin unter Ferenc Fricsay
- 1959: Barchet-Quartett
- 1959: Fritz Werner
- 1960: Inge Borkh
- 1962: Gerhard Stolze
- 1963: Herbert von Karajan
- ?: Schwäbischer Singkreis
- ?: Alban Berg Quartett
- ?: Monteverdi-Chor Hamburg (mehrfach)
- ?: Helmut Koch
- ?: Kurt Redel (mehrfach)
- ?: Josef Ulsamer (mehrfach)
- nach 1965: Wilhelm Kempff
- 1966: Helmut Winter
- 1968: Gisela May
- 1968: MDR-Sinfonieorchester unter Herbert Kegel (zweimal)
- 1970: Werner Haas
- 1972: Siegfried Palm (dreimal)
- 1972: Reinhard Mey
- um 1973: Jörg-Wolfgang Jahn
- um 1974: Hans-Martin Linde
- 1975 bzw. 1976: Gesamteinspielung der Operette Die Fledermaus (Eterna)
- um 1976: Kammerorchester Berlin
- 1980: David Hanselmann
- Hans Deinzer (zweimal)
- 1983: Harald Feller
- 1983: Martin Hömberg
- 1985: Helmuth Rilling zusammen mit Friedrich Hänssler
- um 1985: Hans Zender
- um 1987: Hermann Max zusammen mit Musica Antiqua Köln (mehrfach)
- 1989: Lothar Zagrosek
- 1992: Wolfram Christ
- um 1995: MDR-Rundfunkchor Leipzig unter Herbert Kegel
- 1997: Die Singphoniker
- 2003: Rundfunkchor Berlin und Rundfunk-Sinfonieorchester Berlin unter Marek Janowski
- 2005: SWR Sinfonieorchester Baden-Baden und Freiburg und SWR Vokalensemble Stuttgart unter Sylvain Cambreling
- 2008: Jonas Kaufmann
- 2009: Radio-Sinfonieorchester Stuttgart des SWR unter Heinz Holliger
- 2019: Alfonso Gómez